# 드미트리 시시킨

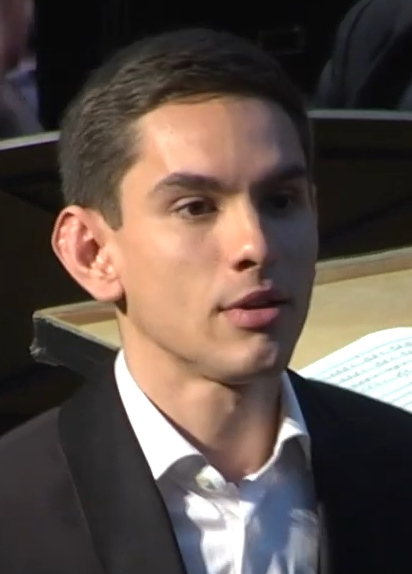

드미트리 이고레비치 시스킨(러시아어: Дмитрий Игоревич Шишкин, 영어: Dmitry Igorevich Shishkin)은 러시아의 피아니스트로, 2019년 차이콥스키 국제 콩쿠르 피아노 부문 2위를 했던 것으로 유명하다. 음악가였던 어머니의 영향을 받아 어렸을 때부터 피아노를 쳤고, 피아노에 4살 즈음부터 두각을 드러내어 오케스트라 공연에 참여했고, 몇 년 후 러시아 모스크바의 그네신 주립 음악대학에 입학했다.

## 수상 경력
- 2019 차이콥스키 콩쿠르 피아노 부문 2위
- 2018 제네바 국제 콩쿠르 1위
- 2017년 트롬소 세계 콩쿠르 1위
- 제 17회 쇼팽 국제 콩쿠르 6위
- 2016 퀸 엘리자베스 콩쿠르 파이널리스트
- 2014 리우데자네이루 콩쿠르 2위
- 제 59회 페루치오 부조니 국제 피아노 콩쿠르 3위
- 2013 프리울리 베네이차 줄리아 국제 피아노 콩쿠르 2위
- 제 8회 아르투르 루빈스타인 국제 청소년 피아노 콩쿠르 2위
- 제 5회 국제 청소년 쇼팽 피아노 콩쿠르 1위
- 제 8회 마리아 유디나 청소년 국제 피아노 콩쿠르 1위